# Majdnem minden

A Cantor-függvény deriváltja az egységintervallum csaknem minden pontján 0 értéket vesz fel.

A matematika területén a majdnem minden, csaknem minden kifejezéseknek speciális, az intuitív köznyelvi használaton túlmutató jelentésük van.

## Számosság
A „majdnem minden” kifejezést általában az „egy véges halmaz kivételével minden” vagy „egy megszámlálhatóan végtelen halmaz kivételével minden” értelemben használják; lásd majdnem.

## Mértékelmélet
A valós számokat tekintve gyakran azt jelenti, hogy „minden valós szám, kivéve egy nulla Lebesgue-mértékű halmazt” (formálisan, majdnem mindenhol). Ebben az értelemben csaknem minden valós számra igaz, hogy nem tagja a Cantor-halmaznak, bár az megszámlálhatatlanul végtelen.
Általánosabban, a „csaknem minden” kifejezést a mértékelméletben gyakran a „csaknem mindenhol” értelemben, a valószínűségszámítás területén pedig „csaknem biztosan” értelemben használják.

## Számelmélet
A számelméletben, ha P(n) pozitív egész számok egy tulajdonsága, és p(N) jelöli az olyan, N-nél kisebb n számok számát, melyekre a P(n) tulajdonság érvényesül, és ha
p(N)/N → 1, ahogy N → ∞,
akkor azt mondjuk, hogy "P(n) csaknem minden pozitív egész n-re igaz (formálisan: aszimptotikusan majdnem biztosan).
Például a prímszámtétel szerint az N-nél nem nagyobb prímszámok száma aszimptotikusan N/ln N. Ezért a prímszámok aránya az összes egész szám között durván 1/ln N, ami 0-hoz tart. Így „majdnem minden” pozitív egész szám összetett, annak ellenére, hogy végtelen prímszám létezik.